# 利特爾奧爾良 (馬里蘭州)
利特爾奧爾良（英語：Little Orleans）是位於美國馬里蘭州亞利加尼縣的一個普查規定居民點。

## 人口
根據2020年美國人口普查的數據，利特爾奧爾良的面積為3.23平方千米，當中陸地面積為3.22平方千米，而水域面積為0.01平方千米。當地共有人口65人，而人口密度為每平方千米20.12人。